# 207-я пехотная дивизия (вермахт)
207-я пехотная дивизия — тактическое соединение сухопутных войск вооружённых сил нацистской Германии периода Второй мировой войны.
Во Второй мировой войне принимала участие в польской и западных кампаниях, после чего была переформирована в 207-ю охранную дивизию. В этом качестве дивизия пребывала на Восточном фронте и закончила своё существование в Курляндском котле в мае 1945 года.

## Формирование и боевой путь
Была сформирована как пехотная дивизия в 26 августа 1939 года.
Во время польской кампании занималась охраной границы в Померании в составе 4-й армии, группы армий «Север». После чего наступает в направлении Данцига, играя основную роль в перерезании Польского коридора в первую неделю войны. После капитуляции Польши выполняет оккупационные функции в занимаемом регионе до декабря 1939 года. Затем была переброшена на запад и включена в 18-й армию. В мае 1940 года, в ходе голландской операции штурмовала линию Греббе.
Приказом ОКХ в июле 1940 года была расформирована (оставлена лишь основа дивизии, её ветераны) и переведена в резерв в Померанию, в гросс-борнский район маневрирования.
В период зимы 1940—1941 годов произошло переформирование в 207-ю охранную дивизию, которое завершилось к маю 1941 года. Часть прежнего личного состава была передана на формирование 281-й и 285-й охранных дивизий. Из трёх пехотных полков остался только один, 374-й. 368-й пехотный полк стал частью 281-й охранной дивизии, а 322-й полк влился в 285-ю охранную дивизию.
Дивизия была задействована на Восточном фронте в составе группы армий «Север» до ноября 1944 года. Соединение используется по своему прямому назначению, занимаясь обеспечением линий коммуникаций, охраной подконтрольных территорий и подавлением партизанского движения, в первую очередь в области Ладожского озера. В декабре 1941 года в штат был зачислен 821-й батальон связи, в апреле 1942 года был добавлен 207-й кавалерийский батальон.
В 1941—1944 годах штаб дивизии был расквартирован в Тарту. С осени 1942 года происходит постепенное пополнение дивизии различными воинскими подразделениями: полицейским и артиллерийским батальонами, танковой ротой, укомплектованной трофейными советскими танками Т-34. Весной 1944 года дивизия была переведена вплотную к линии фронта, где в составе 18-й армии пыталась отразить советское наступление в районе Чудского озера весной, летом и осенью 1944 года. В этих боях дивизия понесла большие потери, 374-й гренадерский полк распущен и прекратил своё существование в апреле 1944 года. В августе 1944 года части дивизии безуспешно пытались отбить удар советского десанта на Тёплом озере. В сентябре-октябре 1944 года в ходе Прибалтийской операции советских войск дивизия была полностью разгромлена. 17 сентября погиб командир дивизии генерал-лейтенант Богислав фон Шверин.
Личный состав оставшихся частей и подразделений в ноябре 1944 года был перераспределён между другими соединениями, а штаб продолжил деятельность как 207-й дивизионный штаб специального назначения, будучи включённым в 16-й армию. Там он занимался охраной тылов и закончил войну в Курляндском котле вместе со всей группой армий «Курляндия».

## Организация
| 207-я пехотная дивизия - 322-й пехотный полк - 368-й пехотный полк - 374-й пехотный полк - 207-й артиллерийский полк - 207-й инженерный батальон - 207-й противотанковый артиллерийский дивизион - 207-й разведывательный батальон - 207-й батальон связи - 207-й отряд снабжения | 207-я охранная дивизия - 374-й пехотный полк - 94-й охранный полк - 2-й батальон 9-го полицейского полка - 207-й восточный кавалерийский батальон - 207-я танковая рота - 1-й батальон 207-го артиллерийского полка - 821-й батальон связи |

## Командующие
- генерал-лейтенант Карл фон Тидеман, с 1 сентября 1939 г.
- генерал-лейтенант Эрих Хофман, с 1 января 1943 г.
- генерал-лейтенант Богислав Граф фон Шверин, с ноября 1943 г.
- генерал-майор Мартин Берг, с 17 сентября 1944 г.

## Кавалеры Рыцарского креста дивизии
За весь период существования соединения высшей воинской награды Третьего рейха был удостоен один человек, командир 374-го гренадерского полка полковник Герд-Пауль фон Белов.